# Șerbănești
Șerbănești è un comune della Romania di 3 179 abitanti, ubicato nel distretto di Olt, nella regione storica della Muntenia. 
Il comune è formato dall'unione di 3 villaggi: Strugurelu, Șerbănești, Șerbăneștii de Sus.